# Carlsbjerg (Harreslev)
Carlsbjerg (dansk) eller Karlsberg (tysk) er navnet på en gård og en bebyggelse beliggende øst for Padborg og vest for Kobbermølle i Harreslev kommune. Før grænsedragningen i 1920 hørte Carlsbjerg under Bov Sogn. Bebyggelsen strækker sig nu umiddelbart syd for den dansk-tyske grænse ved Carlsbjergvej i Kruså Tunneldal. Vejen forbinder Kobbermølle med landsbyen Nyhus. I 1700-tallet fandtes der på Nyhusmark et teglværk med navn Krim. Navnet Krim blev kom senere i folkemunde til at betegne hele Carlsbjerg. Området omkring Carlsbjerg er præget af marker og markskel med karakteristiske levende hegn.